# Ulrike Riedel
Ulrike Riedel (* 24. August 1948 in Bayerisch Gmain) ist eine deutsche Juristin und Politikerin. Sie war unter anderem von 2008 bis 2016 Mitglied des Deutschen Ethikrates. Des Weiteren war sie Abgeordnete des Hessischen Landtags (Die Grünen) und Staatssekretärin in Hessen und Sachsen-Anhalt.

## Ausbildung und Beruf
Ulrike Riedel studierte 1967 bis 1975 unter anderem Rechtswissenschaften in Köln und München und legte nach dem Referendariat in Augsburg und München 1975 das zweite juristische Staatsexamen in München ab. Anschließend war sie acht Jahre als Rechtsanwältin mit den Schwerpunkten Familienrecht und Sozialrecht in München tätig. 1983 bis April 1986 arbeitete sie als Juristin in der Bundestagsfraktion Die Grünen im Deutschen Bundestag und 1986 bis 1987 als Referatsleiterin im Hessischen Ministerium für Umwelt und Energie. Nach der Landtagswahl in Hessen 1987 schied sie aus dem Ministerium aus und arbeitete 1988 bis 1991 als Rechtsanwältin in Frankfurt mit den Schwerpunkten Umwelt- und Technikrecht.
Nach dem Ausscheiden als Staatssekretärin im Ministerium der Justiz des Landes Sachsen-Anhalt war sie 1996 bis 1998 Rechtsanwältin in Berlin und von 1999 bis 2001 als Leiterin der Abteilung Gesundheitsvorsorge und Krankheitsbekämpfung im Bundesministerium für Gesundheit in Bonn tätig. Seit 2001 ist sie Rechtsanwältin in Berlin.
In den Jahren 2006 bis 2008 war sie Lehrbeauftragte am Charité Universitätsklinikum Berlin für Medizinrecht im Reformstudiengang Medizin.

## Politische Ämter und Mitgliedschaften
Ulrike Riedel war vom 28. September 1989 (als Nachrückerin für Priska Hinz) bis April 1991 Abgeordnete des Hessischen Landtags und von April 1991 bis Oktober 1994 Staatssekretärin im Hessischen Ministerium für Umwelt, Energie und Bundesangelegenheiten sowie Bevollmächtigte des Landes Hessen beim Bund. Von Oktober 1994 bis August 1996 war sie Staatssekretärin im Ministerium der Justiz des Landes Sachsen-Anhalt.
In den Jahren 2001 und 2002 wirkte sie auch als Mitglied der Enquetekommission „Recht und Ethik der modernen Medizin“ des Deutschen Bundestages (14. Wahlperiode) und von 2003 bis 2005 Mitglied der Enquetekommission "Ethik und Recht der modernen Medizin" des Deutschen Bundestages (15. Legislaturperiode). 
Ulrike Riedel wurde 2008 auf Vorschlag des Deutschen Bundestages in den Deutschen Ethikrat berufen, dem sie bis 2016 angehörte. Bis 2009 war sie Mitglied der Kammer für öffentliche Verantwortung der EKD.

## Veröffentlichungen
- 'Kind als Schaden'. Die höchstrichterliche Rechtsprechung zur Arzthaftung für den Kindesunterhalt bei unerwünschter Geburt eines gesunden, kranken oder behinderten Kindes, Mabuse Frankfurt a. M. 2003, ISBN 978-3935964135.